# Huub Kools
Pour les articles homonymes, voir Kools.
Huub Kools (né le 31 décembre 1961 à Zundert) est un coureur cycliste néerlandais, spécialisé en cyclo-cross.

## Palmarès
- 1985-1986
  - 10e du championnat du monde amateurs
- 1986-1987
  - 2e du championnat des Pays-Bas
  - 4e du Superprestige
- 1987-1988
  - 7e du Superprestige
- 1988-1989
  - 4e du Trophée Gazet van Antwerpen
  - 6e du Superprestige
- 1989-1990
  - 6e du Superprestige
- 1991-1992
  - Superprestige #8, Asper-Gavere
  - 2e du championnat des Pays-Bas
  - 9e du Superprestige